# Mikuláš Oláh
Mikuláš Oláh (maďarsky Oláh Miklós, latinsky Nicolaus Olahus apod., 10. ledna 1493, Sibiň, Sedmihradsko – 15. ledna 1568, Trnava) byl uherský humanistický vzdělanec, v letech 1543–1548 záhřebský biskup, od roku 1553 ostřihomský arcibiskup se sídlem v Trnavě jako Mikuláš III. Od roku 1562 místodržitel Uherska.

## Život
Mikuláš Oláh od roku 1505 studoval latinu, teologii, rétoriku, hudbu a astronomii na univerzitě ve Velkém Varadíně (dnes Oradea). Byl oblíbencem na dvoře uherského krále Ludvíka II., díky čemuž dosáhl množství vysokých pozic ve státních i církevních úřadech.
Po smrti mladého krále Ludvíka v bitvě u Moháče, osobně doprovázel královnu Marii do emigrace. V Bruselu se seznámil s Erasmem Rotterdamským, s nímž udržoval intenzivní korespondenční kontakt (dodnes se zachovalo 29 listů).
Po návratu do Uher se stal v roce 1542 královským rádcem, v 1543 královským kancléřem a v roce 1562 místodržitelem Uherska. Od roku 1553 byl také ostřihomským arcibiskupem. Podporoval rozvoj katolického i světského školství. V roce 1566 založil kněžský seminář v Trnavě.

## Dílo
Vědecká tvorba Mikuláše Oláha spočívá v pěti latinsky psaných pojednáních. Důkladný popis uherského státu Hungaria, dokončený v roce 1536, napsal na prosbu královny Marie. Dílo se těšilo oblibě ve vědeckých kruzích tehdejší Evropy. Historicko-geograficko-etnografická monografie sestává z 19 dílů, z nichž 8 věnoval území Sedmihradska, které dnes tvoří část Rumunska.
Mikuláš Oláh byl mj. prvním autorem, jenž tvrdil, že Valaši (obyvatelstvo karpatského Valašska) pocházejí od starověkých Římanů. Jeho teorie ale nenašla následovníky mezi valašskými či moldavskými historiky. Až kolem roku 1642 kronikář Grigore Ureche (pravděpodobně neznaje díla Olaha) vytvořil podobnou teorii, kterou později rozvinuli Miron Costin a Dymitr Kantemir.

### Tituly
- 1536 – Hungaria
- 1537 – Attila
- Genesis filiorum Regis Ferdinand
- Ephemerides
- Brevis descriptio vitae Benedicti Zerchsky
- 1763 – Hungaria et Attila sive de originibus gentis regni Hungariae (...) emondato coniumctim Editi (Vídeň).